# The Definitive Pop Collection
The Definitive Pop Collection è una raccolta di successi del gruppo vocale statunitense The Manhattan Transfer, pubblicato nel 2006 dalla Rhino Records.

## Il disco
L'album è una raccolta di successi in versione rimasterizzata incisi dai Manhattan Transfer per la Atlantic Records o per la Rhino Records. Solo 4 brani provengono da dischi realizzati dopo il 1987. In particolare la versione di The Offbeat of Avenues non è quella incisa per l'album omonimo pubblicato dalla Columbia Records, ma proviene da The Symphony Sessions uscito in Giappone pochi mesi prima della realizzazione della raccolta.
I brani più vecchi furono rimasterizzati digitalmente per l'occasione o, in alcuni casi, provengono da riedizioni rimasterizzate degli album curate dalla Rhino stessa. La raccolta si segnala per l'assenza di Ray's Rockhouse uscita come singolo nel 1985.
A dispetto del titolo, il doppio album, che fu pubblicato come parte della collana di antologie di prestigio The Definitive Pop Collection della Rhino, contiene in buona parte canzoni proveniente dal repertorio jazz del quartetto vocale.

## Tracce
CD1
1. Tuxedo Junction - (Buddy Fayne, William Johnson, Julian Dash, Erskine Hawkins) - 3:03
2. Java Jive - (Milton Drake, Ben Oakland) - 2:44
3. Candy - (Mark David, Joan Whitney, Alex Kramer) - 3:26
4. Gloria - (Esther Navarro) - 2:57
5. Operator - (William Spivery) - 3:09
6. Chanson d'amour - (Wayne Shanklin) - 2:55
7. Speak Up Mambo (Cuentame) - (Al Castellanos) - 3:05
8. Four Brothers - (Jimmy Giuffre, Jon Hendricks) - 3:47
9. Popsicle Toes - (Michael Franks) - 4:16
10. On a Little Street in Singapore - (Billy Hill, Peter De Rose) - 3:15
11. A Nightingale Sang in Berkeley Square - ( Eric Maschwitz, Manning Sherwin) - 3:46
12. Until I Met You (Corner Pocket) - (Freddie Green, Don Wolf) - 5:17
13. Trickle Trickle - (Clarence Bassett) - 2:18
14. Twilight Zone/Twilight Tone - (Bernard Herrmann, Jay Graydon, Alan Paul) - 6:06
15. Birdland - (Joe Zawinul, Jon Hendricks) - 6:00

CD2
1. Boy from New York City - (John Taylor, George Davis) - 3:40
2. Smile Again - (Jay Graydon, David Foster, Bill Champlin, Alan Paul) - 4:33
3. Spice of Life - (Rod Temperton, Derek Bramble) - 3:40
4. Route 66 - (Bobby Troup) - 2:58
5. Mystery - (Rod Temperton) - 5:00
6. Why Not! (Manhattan Carnival) - (Michael Camilo, Hilary Koski, Julie Eigenberg) - 2:33
7. Baby Come Back to Me (The Morse Code of Love) - (Nick Santamaria) - 2:52
8. Sing Joy Spring - (Clifford Brown, Jon Hendricks) - 7:07
9. Another Night in Tunisia - (Frank Paparelli, John "Dizzy" Gillespie, Jon Hendricks) - 4:12
10. Soul Food to Go (Sina) - (Djavan, Doug Figer) - 5:08
11. So You Say (Esquinas) - (Djavan, Amanda McBroom) - 4:47
12. Stomp of King Porter - (Jelly Roll Morton, Jon Hendricks) - 3:12
13. Clouds - (Django Reinhardt, Jon Hendricks) - 7:12
14. Nothing Could Be Better Than That - (Lilian Armstrong) - 5:47
15. The Offbeat of Avenues - (Cheryl Bentyne, Don Freeman, Ian Prince) - 4:24

## Formazione
- The Manhattan Transfer - voce
  - Cheryl Bentyne
  - Tim Hauser
  - Alan Paul
  - Janis Siegel
  - Laurel Massé (CD 1 #1-10)

## Edizioni
- 2006 – CD (doppio), Rhino Records WEA UPC 081227411121